# Manufoni (Ort)
Manufoni ist ein osttimoresischer Ort im Suco Madabeno (Verwaltungsamt Laulara, Gemeinde Aileu).

## Geographie
Das Dorf Manufoni liegt im Norden der Aldeia Manufoni auf einem Bergrücken, auf einer Meereshöhe von 795 m. Nach Norden sinkt das Land auf 569 m herab zum Flusslauf des Bemos. Nach Süden führt eine Straße den Berg weiter hinauf nach Madabeno, dem einen Kilometer entfernten Hauptort des Sucos.